# BitMEX
BitMEX – giełda kryptowalut oraz platforma handlu instrumentami pochodnymi. Jest zarządzany przez firmę HDR Global Trading Limited, która jest zarejestrowana na Seszelach i posiada swoje biura na całym świecie.

## Historia
BitMEX został założony w 2014 przez Arthura Hayesa, Bena Delo i Samuela Reeda, którzy sfinansowali go z pieniędzy pochodzących od rodziny i przyjaciół. W 2018 Ben Delo stał się pierwszym i najmłodszym miliarderem w Anglii, który zarobił fortunę na bitcoinie.